# Gnophos turpis
Gnophos turpis là một loài bướm đêm trong họ Geometridae.